# Lianshui (ort i Kina, Shaanxi, lat 32,93, long 106,83)
Lianshui är en ort i Kina. Den ligger i provinsen Shaanxi, i den nordvästra delen av landet, omkring 240 kilometer sydväst om provinshuvudstaden Xi'an. Antalet invånare är 14 462. Befolkningen består av 7 078 kvinnor och 7 384 män. Barn under 15 år utgör 16,0 %, vuxna 15-64 år 72 %, och äldre över 65 år 10,0 %.
Runt Lianshui är det ganska tätbefolkat, med 166 invånare per kvadratkilometer. Närmaste större samhälle är Nanzheng Xian, 12,8 km nordost om Lianshui. I omgivningarna runt Lianshui växer i huvudsak blandskog.
Genomsnittlig årsnederbörd är 1 225 millimeter. Den regnigaste månaden är juli, med i genomsnitt 292 mm nederbörd, och den torraste är december, med 2 mm nederbörd.